# Oberhausen (Rijnland-Palts)
Oberhausen is een plaats in de Duitse deelstaat Rijnland-Palts en maakt deel uit van de Landkreis Südliche Weinstraße.
Oberhausen telt 450 inwoners.

## Bestuur
De plaats is een Ortsgemeinde en maakt deel uit van de Verbandsgemeinde Bad Bergzabern.